# مولي تارلوف
مولي تارلوف (بالإنجليزية: Molly Tarlov)‏ مواليد 9 ديسمبر 1992 في مانهاتن، نيويورك، هي ممثلة أمريكية بدأت مسيرتها الفنية عام 1999.

## روابط خارجية
- مولي تارلوف على موقع IMDb (الإنجليزية)
- مولي تارلوف على موقع ألو سيني (الفرنسية)
- مولي تارلوف على موقع أول موفي (الإنجليزية)
- مولي تارلوف على موقع قاعدة بيانات الفيلم (الإنجليزية)
- مولي تارلوف على موقع كينوبويسك (الروسية)